# Північний театр Гераси
Північний театр Гераси — монументальна споруда елліністичного міста Гераса, котре передувало сучасному місту Джераш (лежить за три з половиною десятки кілометрів на північ від столиці Йорданії Аммана). Складова частина грандіозного комплексу руїн Гераси.

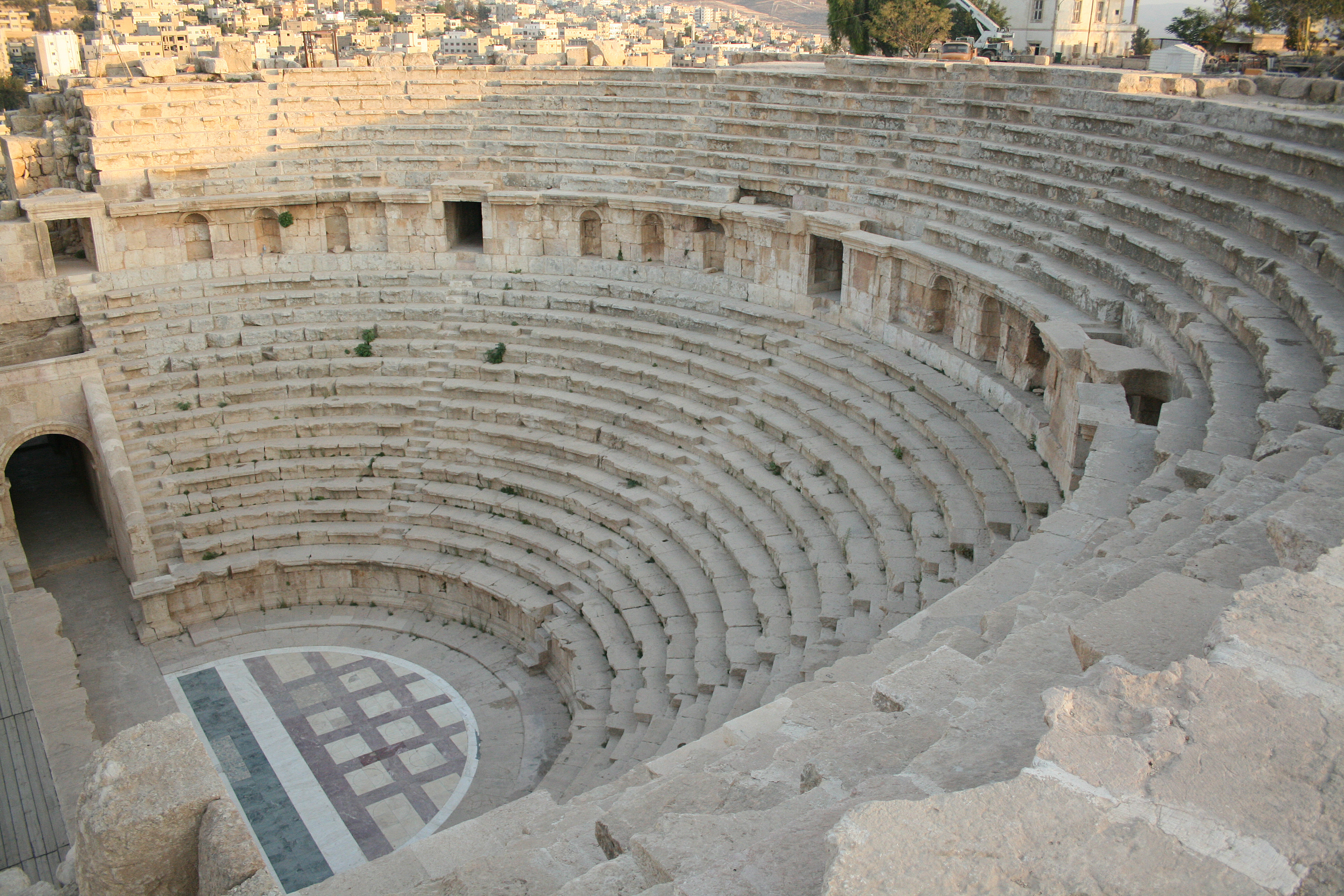
Театрон споруди. Видно, наскільки висока задня стінка діазоми, яка розділяє яруси

Цікавою особливістю розвитку архітектурного ансамблю Гераси була наявність двох головних храмових комплексів, призначених для пошановування Зевса та Артеміди. Кожен з них мав власний театр (драматичні вистави були важливим складником релігійного життя еллінів), при цьому північна споруда співвідноситься саме з храмом Артеміди.
Цей театр розміщується на північному схилі храмового пагорбу, що дало змогу створити театрон (глядацький зал) з використанням природного рельєфу (тобто сперши конструкцію на схил). Відповідно, доступ до споруди здійснювався або зверху, від храму, або по одному з герасенських декуманусів (вулиця напрямку схід-захід у римських містах), прокладеному від Північного тетрапілону уздовж північної сторони пагорбу з храмом Артеміди.

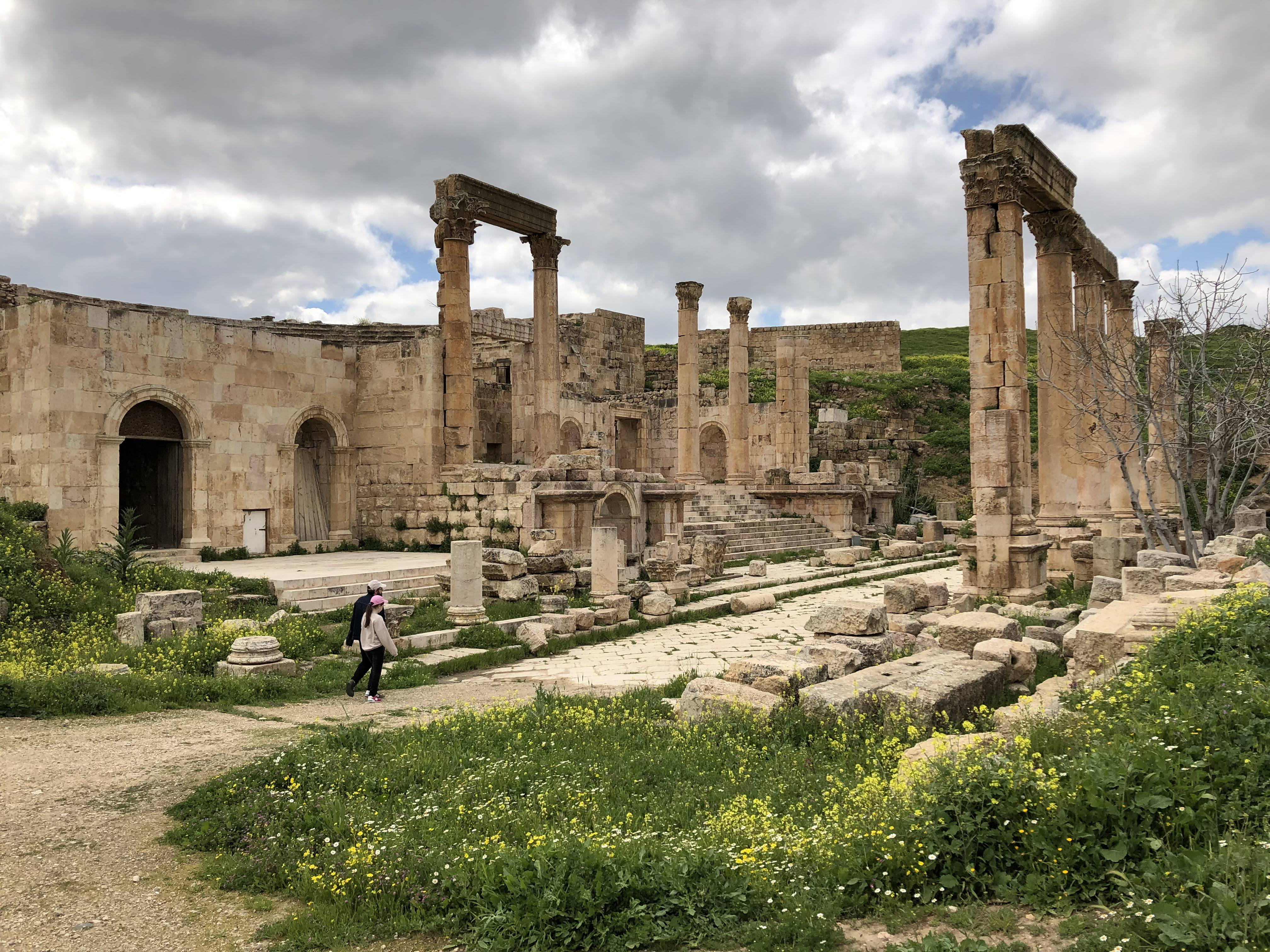
Північний декуманус та вхід до театру

Прохід з декуманусу до театру відбувався через монументальний портик та парадні сходи, гарно збережені й донині. На протилежній стороні від входу декуманус прикрашав ще один портик із 6 колон (наразі можливо побачити 5) заввишки 12 метрів з коринфськими капітелями. При цьому звичайна колонада уздовж вулиці мала іонічні колони вдвічі меншої висоти, що допомагало виділити створену перед театром «площу» — хоча ширина декуманусу тут залишалась звичайною, проте ефект розширення створювали сходи із 13 сходинок шириною 14 метрів та загальною глибиною 10 метрів. Вони виводили до чотирьох центральних колон шестиколонного портику — симетричного створеному на протилежному боці вулиці (із відповідним чином зменшеною висотою колон, передусім за рахунок бази).

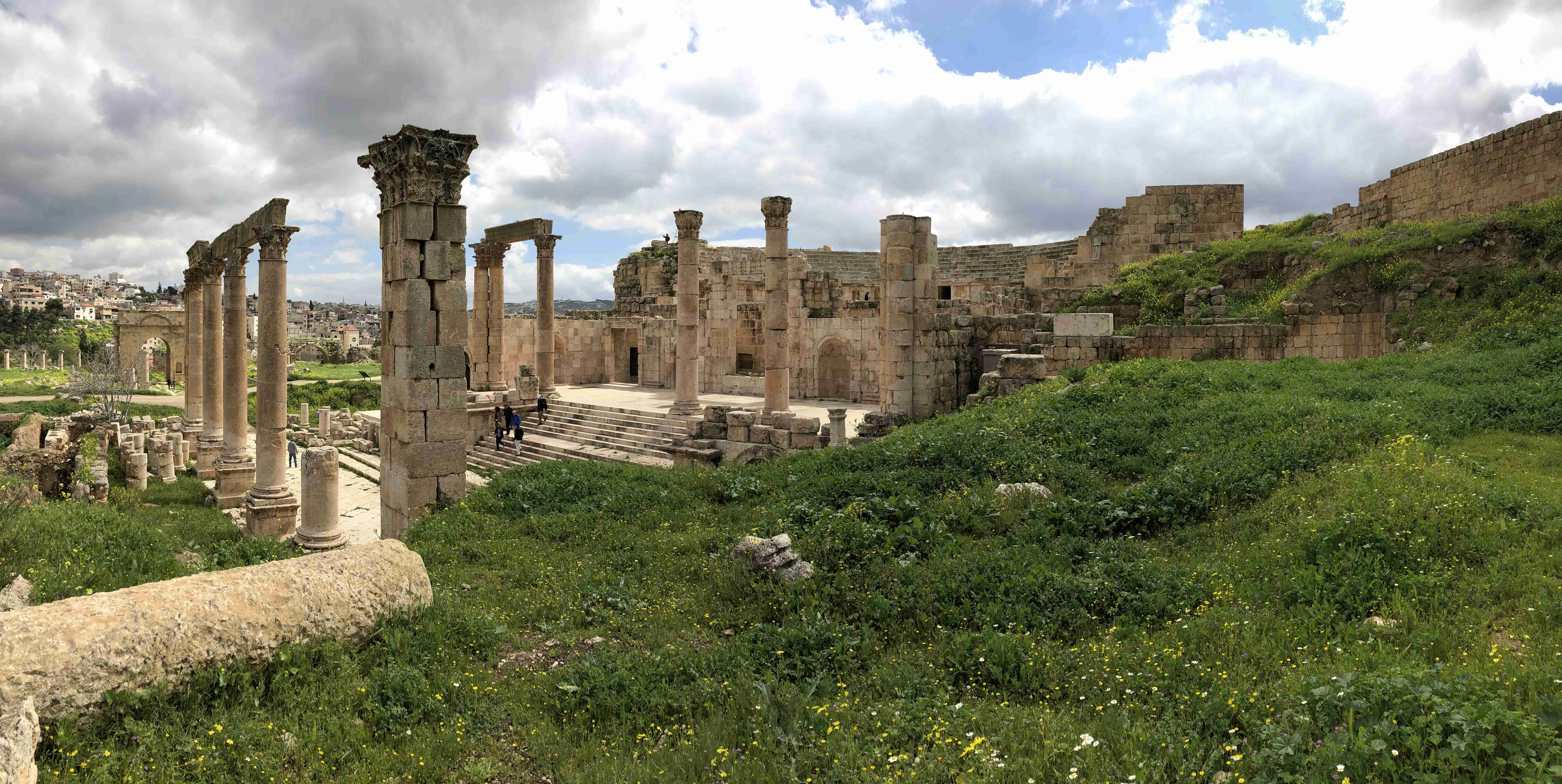
Північний декуманус та вхід до театру

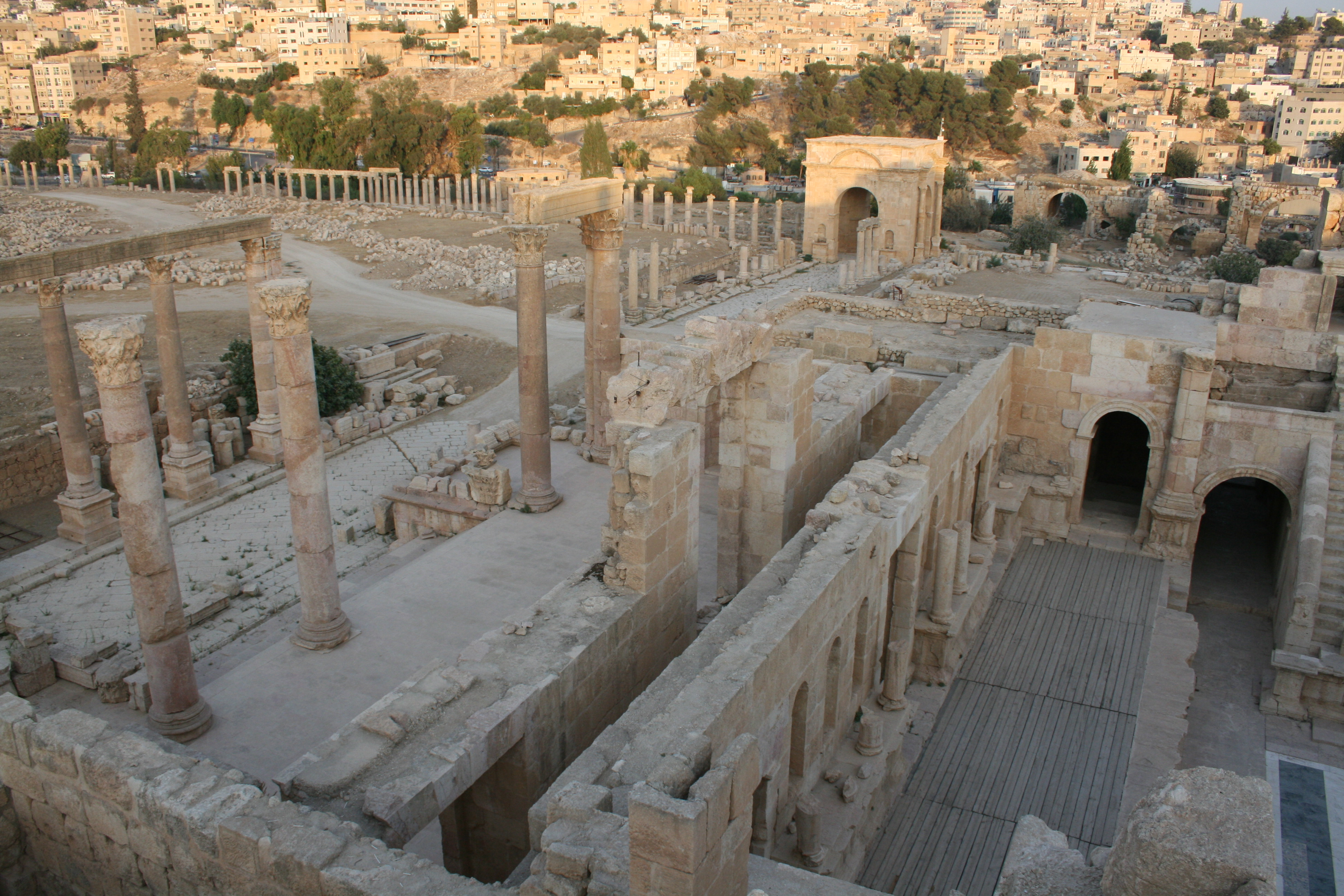
Вид на сцену театру

Конструкція театрону цієї споруди включає два яруси, розділені прокладеним напівколом широким проходом (діазомою). В античних театрах для забезпечення найкращого звучання по всій споруді, ширина та висота задньої стінки діазоми обирались таким чином, щоб лави різних ярусів перебували на одній лінії, що йде від нижнього до верхнього ряду сидінь. Північний театр Гераси демонструє відхилення від цього правила через занадто високу задню стінку проходу. Припускають, що первісно тут спорудили одеон — меншу криту споруду з 14 рядами лав, в якій традиційно відбувались зібрання доволі невеликої аудиторії, котра прийшла послухати виступи ораторів та поетів або задля проведення зборів. На лавах нижнього ярусу виявлені позначення, які закріплювали місця за членами філ (громади, на які поділялось населення міста) під час засідань міської ради — буле. Одна з герасенських філ мала назву на честь імператора Адріана, тоді як інші прозивались іменами олімпійських богів.
Згодом, коли мешканці Гераси вирішили розмістити поряд з комплексом храму Артеміди ще один театр, одеон перебудували, додавши зверху другий ярус. Він складався з 8 рядів лав та збільшував ємність споруди вдвічі, до 1600 осіб. На відміну від нижнього ярусу, який опирався лише на схил, верхній потребував зведення штучної підпорної конструкції, в якій зробили декілька вхідних воріт. Її висота варіюється від 5,5 метра на заході до 10,5 метра на сході, що пояснюється рельєфом пагорбу. На вершині театрону виявили кріплення, за допомогою яких над ним натягували веларій (тент).

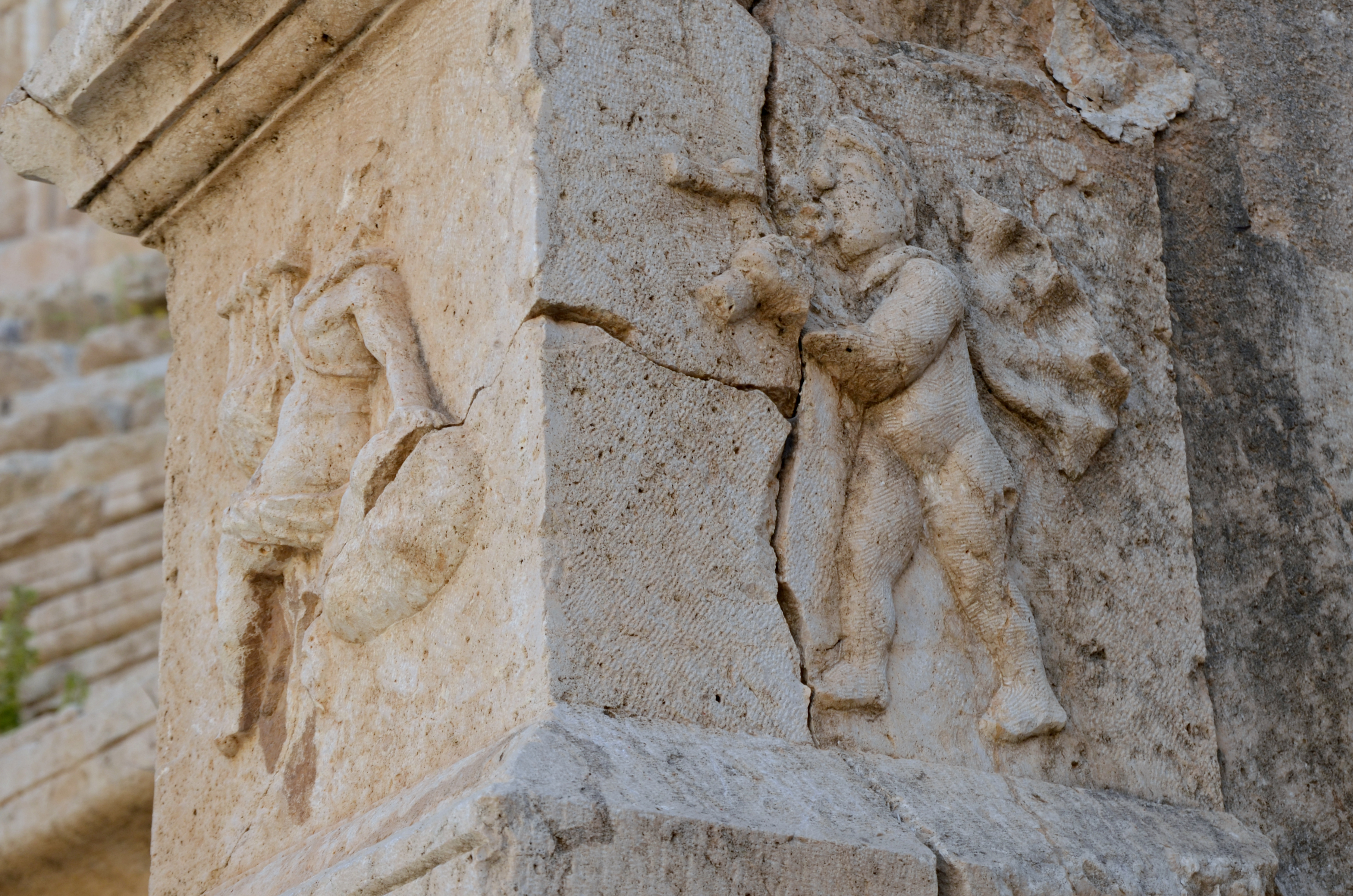
Рельєфи, що прикрашають театр

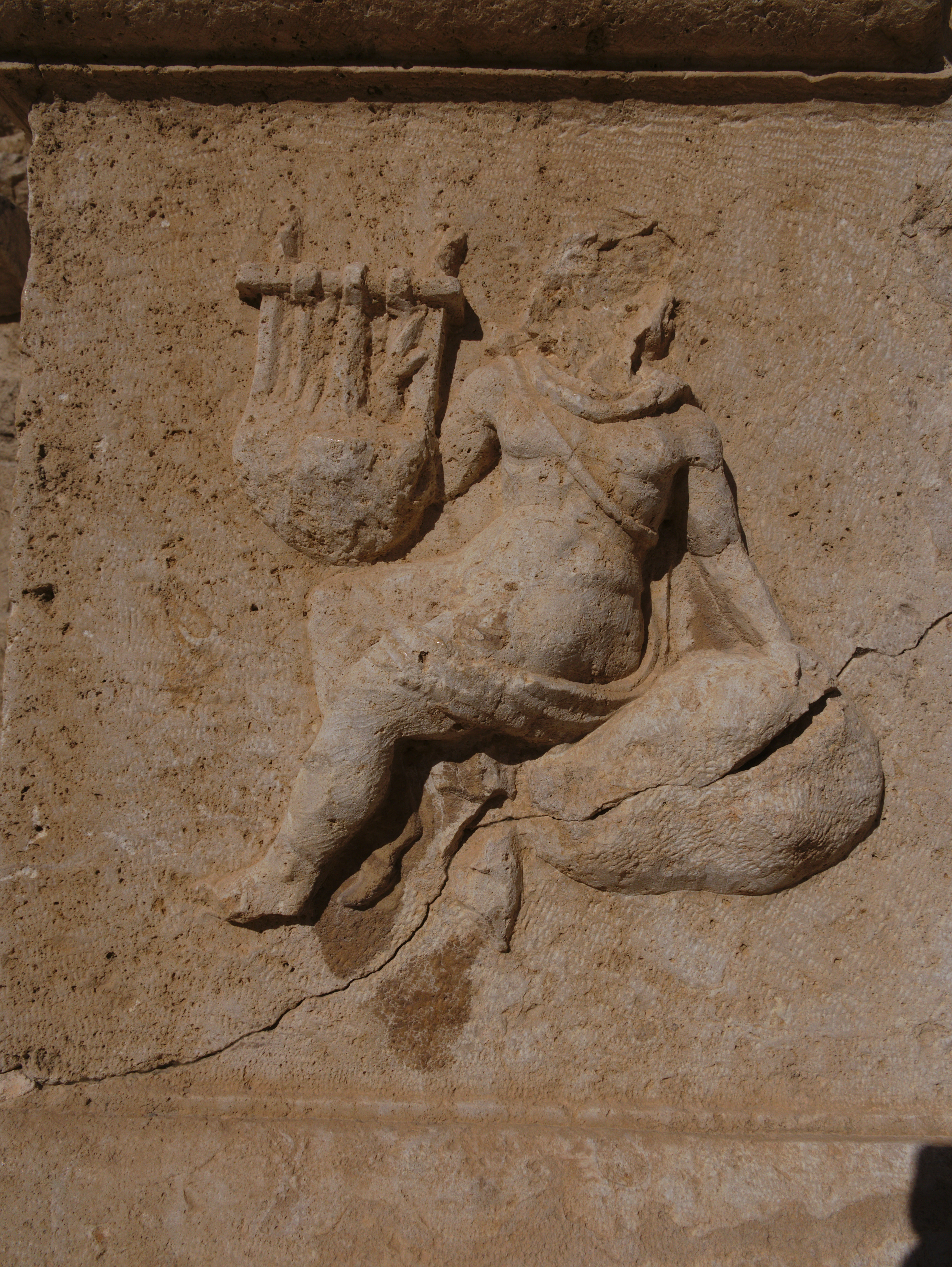
Рельєфи, що прикрашають театр

Двоярусна сцена театру мала висоту 16 метрів, тобто була виведена на той же рівень, що і театрон. Її прикрашали напівкруглі ніші з мозаїкою та мармурові колони (можливо відзначити, що цей матеріал до Зайордання доводилось імпортувати). Іншим типом прикрас у театрі були статуї з білого вапняку, створені за зразками грецької скульптури 4 ст. до н. е.
Зведення одеону припало на 164/165 рр. н. е, а розширення до театру відносять до першої чверті наступного століття. З перемогою християнства античні споруди для видовищних заходів почали втрачати своє значення, оскільки не вповні відповідали прийнятим у новій релігії канонам пристойності. Північний театр Гераси вийшов з ужитку в V столітті, а спорудження поряд у VI столітті Церкви єпископа Ісаї (як і інші подібні споруди Гераси, прикрашена чудовими мозаїками) завершило ремоделювання території. Землетрус 551 року призвів до обрушення скени та частини верхнього ярусу глядацького залу, а кам'яні блоки споруди почали розтягувати для нового будівництва. В VII–VIII століттях на території театру облаштували гончарні майстерні.